# Česká nářeční skupina
Česká nářeční skupina je označení pro skupinu dialektů českého jazyka, vyskytující se zhruba na území historické země Čechy. Na rozdíl od Moravy jsou Čechy z hlediska dialektologického poměrně homogenní. Interdialektem této nářeční skupiny je obecná čeština. 

## Hlavní znaky
- hlásková změna ý > ej (živý > živej) – v některých případech i í > ej (vozík > vozejk)
- diftongizace ú > ou (soused - stejně jako ve spisovné češtině), na počátku slov nedůsledně (ouroda i úroda)
- asimilace znělosti v případě sh- na sch-
- protetické v na začátku slova, popř. kořenu slova začínajícího na o- (otevřít > votevřít, viz též votrok)
- hláska -l na konci tvaru příčestí minulého jednotného čísla mužského rodu po souhlásce zaniká (snědl > sněd)
- v některých případech zúžení é > í, respektive é > ý (délka > dýlka, vézt > vízt)
- nominativ plurálu tvrdých adjektiv má koncovku -ý bez ohledu na rod (mladý kluci (spis. mladí), stromy (spis. mladé), holky (spis. mladé) i města (spis. mladá))
- tvar 7. pádu množného čísla většinou končí na -ma bez ohledu na rod (mužema, ženama, růžema, kostma, staveníma atd.)
- podstatná jména, jejichž kořen končí na -s, -z, -l se skloňují tvrdě (viz České skloňování)
- u tvrdého skloňování mužského a středního rodu přídavných jmen je většinou shodný 6. a 7. pád jednotného čísla[zdroj?]
- sloveso "být" má v první osobě jednotného čísla vždy tvar sem, ať již je v jakémkoli významu
- sloveso "být" má v druhé osobě jednotného čísla tvar seš jako sponové / plnovýznamové sloveso a -s jako pomocné sloveso minulého času
- v 1. osobě minulého času se vynechává příslušný tvar pomocného slovesa být, pokud je podmět vyjádřený (já jsem tam byl > já tam byl)
- často (ne však důsledně) změna s, š, z, ž > c, č, dz, dž po n, ň (ženská > žencká)
- na začátku slova se provádí změna hř > ř (hřích > řích)
- krácení dlouhých samohlásek, zejména u skloňovacích koncovek, ale i jinde (vidím > vidim)

## Podskupiny

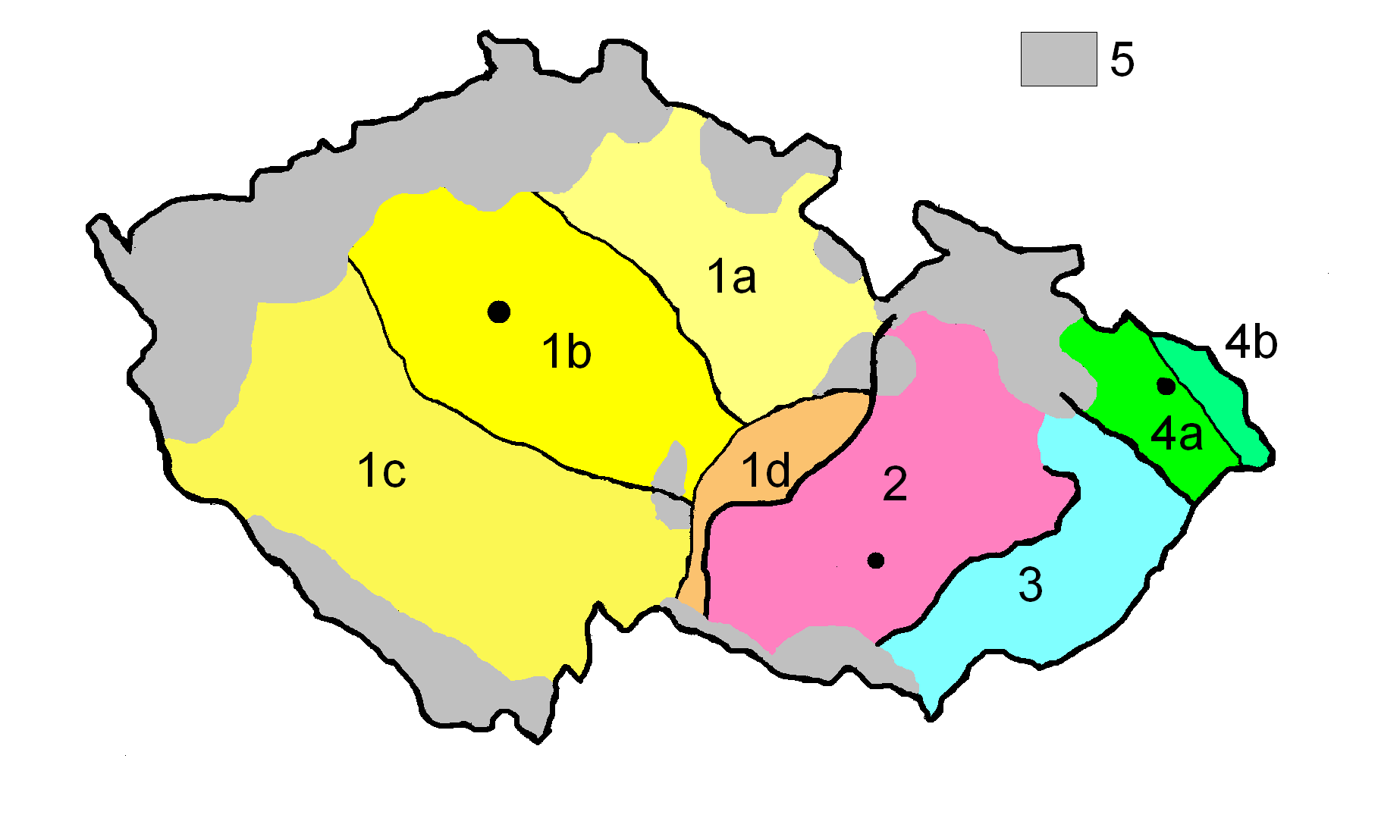
Nářečí češtiny:
1 – česká skupina (1a – severovýchodočeská podskupina, 1b – středočeská podskupina, 1c – jihozápadočeská podskupina, 1d – jihovýchodočeská)
2 – středomoravská skupina
3 – východomoravská skupina
4 – slezská skupina (4a – slezskomoravská podskupina, 4b – slezskopolská podskupina)
5 – bývalé německojazyčné oblasti, dnes bez nářečí

### Středočeská podskupina
- Výskyt: Centrální část Čech, zejména Praha a její okolí (hranice tvoří pás Mělník - Nymburk - Poděbrady - Kolín - Čáslav - Chotěboř na severu a pás Rakovník - Hořovice - Příbram - Milevsko - Tábor - Pacov - Pelhřimov na jihu)
- Hlavní znaky: 
  - změna í > ej po ostrých sykavkách (cítit > cejtit)
  - změna stř > tř na začátku slov (stříbrný > tříbrnej)
  - ve 3. osobě množného čísla sloves převažují koncovky -ou, -eji, -aji (jsou, modleji, plivaji)
  - ve 2., 3. a 6. pádu jedn. č. žen. rodu. tvrdého skloňování se užívá koncovka 2. pádu[zdroj?]
  - sloveso být má ve druhé osobě jednotného čísla tvar 
    - si nebo seš jako sponové sloveso
    - -s jako pomocné sloveso minulého času (viděls to, česal ses)

  - pelhřimovský dialekt ( oblast  býval. okresu ) - šlápnout - šloupnout
- Podtypy: lounsko-litoměřické nářečí

### Jihozápadočeská podskupina
- Výskyt: Z jihu za středočeskou skupinou, přesahující na Moravu do úseku Telč - Třešť - Dačice
- Hlavní znaky:
  - změna ť > j po samohlásce (zaplaťte > zaplajte)
  - tvary středního rodu jednotného čísla přivlastňovacích přídavných jmen jsou užívány pro všechny ostatní rody a čísla (sestřino židle, bratrovo syn)
  - skloňování 6. pádu jednotného čísla mužského a středního rodu je stejné měkké i tvrdé (vo ňom, vo našom)
  - ve slovesných tvarech 3. osoby množného čísla koncovky -ou, -í, -ají (kupujou, tvoří, říkají)
  - koncovky -ům nebo -ím se ve 3. pádě zaměňují koncovkou -om (jdu k sousedom, ke slepicom, ke dveřom)
  - dubleta 3. osoby plurálu sloves vzoru sázet oni sází místo oni sázejí byla kodifikována v roce 1993, předtím byla hodnocena jako nářeční: Josef Gebauer ji připisoval doudlebskému nářečí (a také některým moravským a východoslezským), Josef Zubatý „Plzeňákům“
- Západní podtypy: plzeňské (západočeské), chodské, manětínské a stříbrské nářečí
- Jižní podtypy: doudlebské a prachatické nářečí

### Severovýchodočeská podskupina
- Výskyt: Na severovýchod od středočeské skupiny
- Hlavní znaky:
  - na konci zavřených slabik změna v/f > u (pravda > prauda)
  - změna í > ej po ostrých sykavkách (cítit > cejtit)
  - koncovka -ej v 7. pádu jednotného čísla měkkého skloňování ženského rodu podstatných jmen (růžej, kosťej)
  - koncovka -oj 3. a 6. pádu jednotného čísla mužského rodu životného (mužoj)
  - tvar 4. pádu množného čísla mužského rodu životného podstatných jmen je shodný s tvarem 1. pádu (stavíme sněhuláci)
  - sloveso být má ve druhé osobě jednotného čísla tvar
    - seš jako sponové sloveso
    - -s jako pomocné sloveso minulého času

  - koncovky 3. osoby množného čísla sloves jsou -ou, -ej, -aj (kupujou, prosej, zpívaj)
- Podtypy: podkrkonošské, podještědské, náchodské, kladské a východolitomyšlské (petácké)[1] nářečí

### Jihovýchodočeská (českomoravská) podskupina
- Výskyt: Na jihovýchodním okraji území české nářeční skupiny, velká část je na území Moravy
- Hlavní znaky:
  - tvar 4. pádu množného čísla mužského rodu životného podstatných jmen je shodný s tvarem 1. pádu (stavíme sněhuláci)
  - sloveso být má ve druhé osobě jednotného čísla tvar
    - seš ve významu sponového slovesa
    - -s jako pomocné sloveso minulého času

  - ve významu sponového slovesa má 1. osoba jednotného čísla slovesa být tvar su jako v moravských dialektech
  - podstatná jména s kořenem na -s, -z, -l se skloňují měkce
  - v 1. a 2. osobě plurálu imperativu sloves, jejichž imperativ v singuláru má koncovku -i, je koncovka -ime, -ite (tiskněte > tisknite)
  - změna šť > šč (déšť > dešč)
- Podtypy: žďársko-bystřické a jemnické nářečí